# Kathedraal van San Carlos Borromeo
De Kathedraal van San Carlos Borromeo (Engels: Cathedral of San Carlos Borromeo), ook bekend als de Royal Presidio Chapel, is een rooms-katholieke kathedraal in de Amerikaanse stad Monterey, in de staat Californië. Het is de oudste Californische parochie die continu in gebruik is geweest en het oudste stenen gebouw van de staat. Het bouwwerk dateert uit 1794, waarmee het tevens (samen met de St. Louis Cathedral in New Orleans) de oudste kathedraal van de Verenigde Staten is. Het is ook de enige nog bestaande presidiokapel van Californië en het enige oorspronkelijke bouwwerk van het presidio van Monterey.

## Geschiedenis

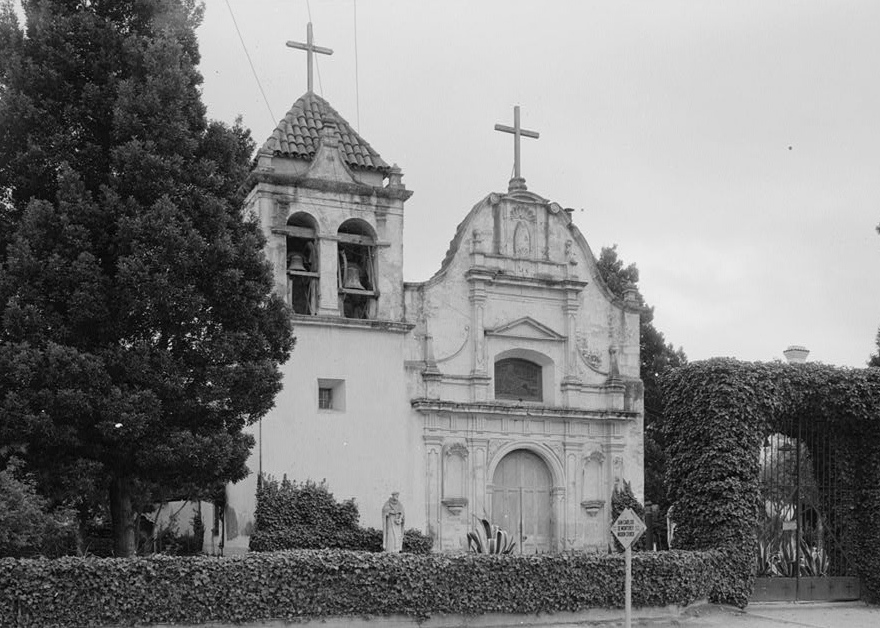
De Kathedraal van San Carlos Borromeo op een foto door Roger Sturtevant uit 1934

Op 3 juni 1770 stichtte de franciscaanse broeder Junípero Serra de kerk als de kapel van de San Carlos Borromeo de Carmelo-missie nabij het inheemse dorp Tamo. In mei 1771 besloot Serra om de missie te verhuizen naar een locatie verder weg van het presidio, waar de militaire gouverneur zetelde. De missie bevindt zich sindsdien aan de monding van de Carmel-rivier in Carmel-by-the-Sea.
Toen de missie verhuisde, werd het bestaande houten en adobe kerk opgenomen in het Presidio van Monterey als de San Jose-kapel. Wanneer Monterey in 1777 hoofdstad werd van Las Californias, kreeg de kapel de naam Capilla Real Presidio (Koninklijke Presidiokapel, Engels: Royal Presidio Chapel). De oorspronkelijke kerk werd echter vernield door een brand. Ter vervanging werd er in 1794 een zandstenen kerk gebouwd. Het is het eerste stenen gebouw van Californië en een prima voorbeeld van de rijke Spaans-koloniale bouwstijl van de late 18e eeuw. De stijl is daarnaast beïnvloed door Moorse architectuur. In 1840 werd de kerk heringewijd en opgedragen aan Carolus Borromeus.
Op 9 oktober 1960 werd het bouwwerk erkend als National Historic Landmark.